# 궁수자리 V4998
궁수자리 V4998은 궁수자리에 존재하는 밝은 청색 변광성(LBV)으로, 약 25,000 광년 거리에 위치한 이 별은 다섯 쌍둥이 성단으로 알려진 폭발적 항성 생성 성단으로부터 약 7파섹(23광년) 떨어진 곳에 위치해 있다. 이 별은 5,000~10,000년 전에 대규모 폭발을 통해 형성된 직경 0.8파섹 이상의 방출 성운을 가지고 있다. 이 별은 피스톨 별과 비슷한 질량을 갖고 있으며 광도는 태양의 약 400만 배고 이는 이 별이 알려진 가장 질량이 크고 광도가 높은 별 중 하나의 자리에 위치하게 한다.

## 관측 역사

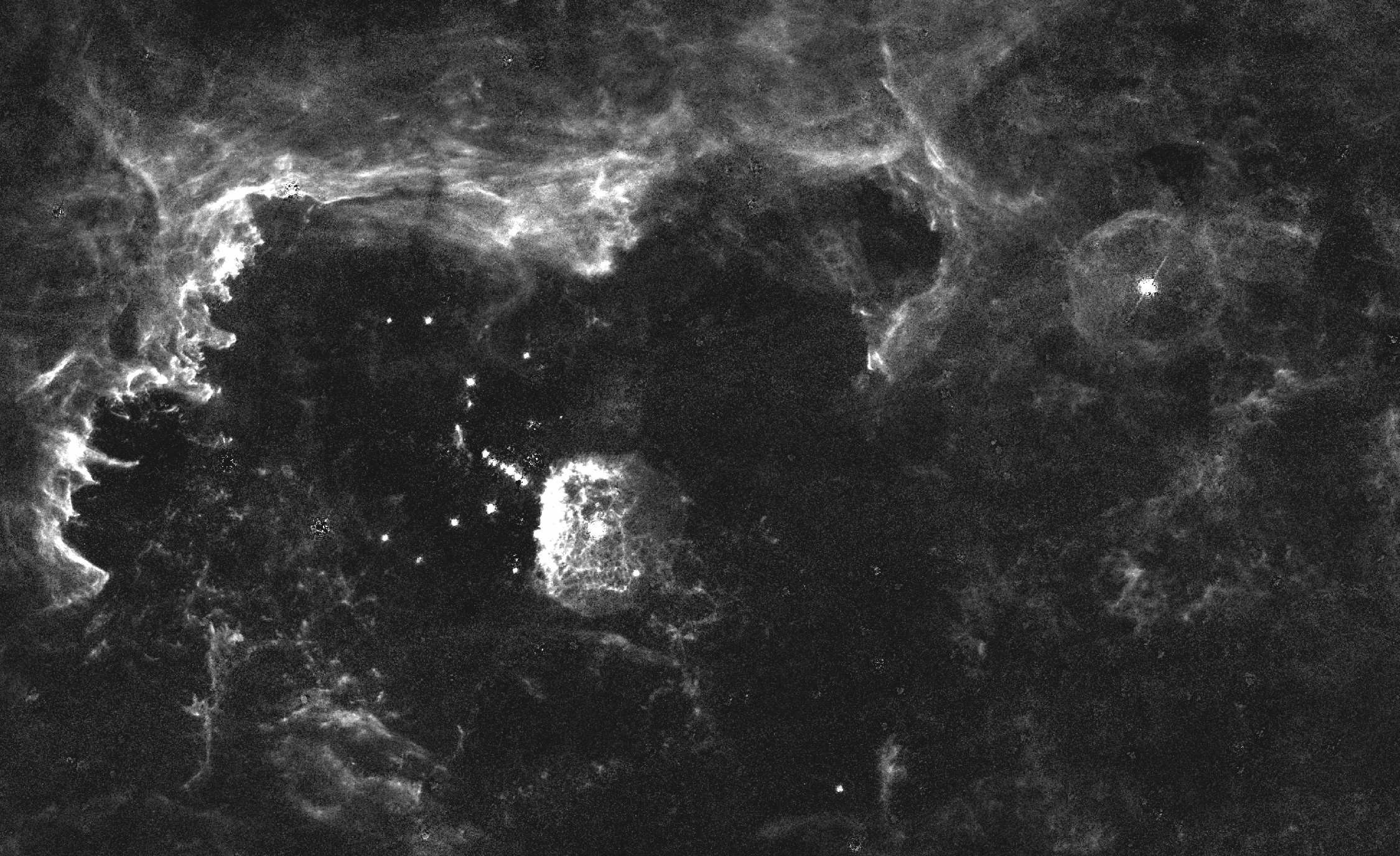
피스톨별을 중심으로 한 다섯쌍둥이 성단, 궁수자리 V4998은 오른쪽 위에 존재한다.

## 특징
궁수자리 V4998의 높은 질량은 핵을 압축하고 주로 CNO 순환에 의해 핵융합을 가속화하며 이는 광도 약 4,000,000L☉와 온도 12000K으로 이어진다. 이 별은 직경이 약 0.8파섹(2.5광년)이며 6.2M☉의 질량을 가지는 대형 방출 성운을 자랑하며 비슷한 성운의 수명은 일반적으로 10,000년을 넘지 않으므로 궁수자리 V4998은 5,000~10,000년 전에 대규모 폭발을 겪은 것으로 추정된다.
이 별은 은하중심 방향에 있는 다섯쌍둥이 폭발적 별생성성단으로부터 7 파섹(23 광년) 떨어진 곳에 존재한다. 성단에는 약 100개의 O형 항성과 여러 개의 볼프-레이에별이 포함되어 있으며 궁수자리 V4998 외에도 두개의 밝은 청색변광성이 존재하는데 이는 피스톨별과 궁수자리 V4650(qF362)이다.

## 진화
별의 높은 질량 손실률과 폭발이 합쳐져 수소층을 벗겨내고 뜨거운 헬륨 핵을 노출시킬 것이다. 이 별은 볼프–레이에별  단계로 진화하게 될 것이고 결국 핵에서 중원소를 융합하기 시작할 것이다. 철로 이루어진 큰 핵이 생성되면 별은 스스로 붕괴되어 Ib형 또는 Ic형 초신성으로 폭발하게 될 것이다. 초신성 폭발 이전에 손실된 질량의 양에 따라 잔해는 중성자별 또는 블랙홀이 될 것이며 이 별과 같이 가장 무거운 별의 경우에는 블랙홀이 될 것으로 예측된다.